# Chloé Dufour-Lapointe
Chloé Dufour-Lapointe (* 2. Dezember 1991 in Montreal) ist eine ehemalige kanadische Freestyle-Skierin. Sie war auf die Buckelpisten-Disziplinen Moguls und Dual Moguls spezialisiert. Die bedeutendsten Erfolge ihrer Karriere sind der Dual-Moguls-Weltmeistertitel 2013 und der Gewinn der Moguls-Disziplinenwertung in der Weltcupsaison 2015/16. Hinzu kommt eine olympische Silbermedaille. Ihre Schwestern Justine und Maxime übten dieselbe Sportart aus.

## Biografie
Ab Februar 2005, im Alter von 13 Jahren, nahm Dufour-Lapointe an Buckelpisten-Wettbewerben im Nor-Am Cup, der nordamerikanischen Kontinentalmeisterschaft, teil. Sie erzielte in ihrer ersten Saison als bestes Ergebnis einen 15. Platz, in ihrer zweiten Saison 2005/06 einen vierten Platz. Bei den Juniorenweltmeisterschaften 2007 in Airolo gewann sie die Goldmedaille in der Disziplin Dual Moguls und die Moguls-Bronzemedaille. Ihr Debüt im Weltcup hatte sie am 13. Dezember 2007 in Tignes, wo sie als Zehntplatzierte des Moguls-Wettbewerbs sogleich Weltcuppunkte gewann. Die besten Ergebnisse in ihrer ersten Weltcupsaison 2007/08 waren zwei fünfte Plätze.
Nach drei Top-10-Platzierungen im Weltcup kam Dufour-Lapointe bei den Weltmeisterschaften 2009 in Inawashiro nicht über einen 15. Platz hinaus. Kurz darauf gelang ihr jedoch am 18. März 2009 in La Plagne die erste Podestplatzierung, als Dritte im Moguls-Wettbewerb. In der Saison 2009/10 erreichte sie regelmäßig Platzierungen unter den besten zehn, stand jedoch nicht auf dem Podest. Bei den Olympischen Winterspielen 2010 in Vancouver wurde sie Fünfte. Dufour-Lapointe erzielte in der Saison 2010/11 je einen zweiten und dritten Platz. Bei den Weltmeisterschaften 2011 in Deer Valley gewann sie hinter Jennifer Heil die Silbermedaille im Dual Moguls. Im Weltcupwinter 2011/12 wurde sie erneut je einmal Zweite und Dritte, im Weltcupwinter 2012/13 einmal Zweite und zweimal Dritte. Etwas überraschend gewann sie bei den Weltmeisterschaften 2013 in Voss die Dual-Moguls-Goldmedaille, vor Miki Ito und Hannah Kearney.
Nach zwei Podestplätzen zu Beginn der Saison 2013/14 errang Dufour-Lapointe am 19. Januar 2014 in Val Saint-Côme ihren ersten Weltcupsieg, vor ihrer Schwester Justine und Junko Hoshino. Sie qualifizierte sich damit für die Olympischen Winterspiele 2014 in Sotschi, wo sie hinter Justine und vor Hannah Kearney die Silbermedaille gewann. Mit drei weiteren Podestplätzen gegen Saisonende klassierte sie sich auf dem dritten Platz des Moguls-Weltcups. In der Saison 2014/15 platzierte sie sich viermal als Zweite und einmal als Dritte, was wiederum den dritten Platz der Disziplinenwertung ergab. Am Kreischberg verpasste sie bei den Weltmeisterschaften 2015 als Vierte des Dual-Moguls-Wettbewerbs knapp einen Medaillengewinn.
Dufour-Lapointe zeichnete sich in der Weltcupsaison 2015/16 durch konstant gute Leistungen aus. Sie gewann den Wettbewerb in Calgary und wurde zweimal Zweite sowie dreimal Dritte. Damit entschied sie mit knappem Vorsprung auf ihre Schwester Justine die Moguls-Disziplinenwertung für sich. Ein besonders eindrückliches Ergebnis gelang am 23. Januar 2016 in Val Saint-Côme, als alle drei Schwestern gemeinsam auf dem Podest standen (Justine vor Chloé und Maxime). Dieses Niveau konnte sie in der Weltcupsaison 2016/17 nicht ganz halten, gleichwohl resultierten zwei dritte Plätze. In der Weltcupsaison 2017/18 klassierte sie sich viermal unter den besten zehn, während die Olympischen Winterspiele 2018 in Pyeongchang mit Platz 17 enttäuschend verliefen.
Bestes Ergebnis in der Weltcupsaison 2018/19 war ein vierter Platz, hinzu kamen fünf weitere Top-10-Platzierungen. Doch allmählich verlor Dufour-Lapointe den Anschluss an die Weltspitze. Nur noch sporadisch fuhr sie unter die besten zehn. Sie nahm an den Olympischen Winterspielen 2022 in Peking teil und beendete diese auf Platz 9. Mitte September 2022 gab sie ihren Rücktritt vom Spitzensport bekannt.

## Erfolge

### Olympische Spiele
- Vancouver 2010: 5. Moguls
- Sotschi 2014: 2. Moguls
- Pyeongchang 2018: 17. Moguls
- Peking 2022: 9. Moguls

### Weltmeisterschaften
- Inawashiro 2009: 15. Dual Moguls, 28. Moguls
- Deer Valley 2011: 2. Dual Moguls, 22. Moguls
- Voss 2013: 1. Dual Moguls, 8. Moguls
- Kreischberg 2015: 4. Dual Moguls, 32. Moguls
- Sierra Nevada 2017: 9. Moguls, 11. Dual Moguls
- Park City 2019: 7. Moguls
- Almaty 2021: 16. Moguls, 19. Dual Moguls

### Weltcupwertungen
| Saison  | Gesamt | Gesamt | Moguls | Moguls |
| Saison  | Platz  | Punkte | Platz  | Punkte |
| ------- | ------ | ------ | ------ | ------ |
| 2007/08 | 37.    | 23     | 13.    | 234    |
| 2008/09 | 30.    | 28     | 9.     | 248    |
| 2009/10 | 21.    | 33     | 8.     | 358    |
| 2010/11 | 26.    | 32     | 7.     | 348    |
| 2011/12 | 12.    | 40     | 5.     | 522    |
| 2012/13 | 16.    | 41     | 5.     | 492    |
| 2013/14 | 11.    | 47     | 3.     | 521    |
| 2014/15 | 5.     | 54,78  | 3.     | 493    |
| 2015/16 | 5.     | 61,75  | 1.     | 494    |
| 2016/17 | 19.    | 40,00  | 5.     | 440    |
| 2017/18 | 55.    | 25,40  | 10.    | 254    |
| 2018/19 | 31.    | 32,33  | 7.     | 291    |
| 2019/20 | 81.    | 16,50  | 15.    | 165    |
| 2020/21 | –      | –      | 25.    | 40     |
| 2020/21 | –      | –      | 16.    | 191    |

### Weltcupsiege
Dufour-Lapointe erzielte im Weltcup 27 Podestplätze, davon 2 Siege:
| Datum           | Ort            | Land   | Disziplin |
| --------------- | -------------- | ------ | --------- |
| 19. Januar 2014 | Val Saint-Côme | Kanada | Moguls    |
| 30. Januar 2016 | Calgary        | Kanada | Moguls    |

### Juniorenweltmeisterschaften
- Airolo 2007: 1. Dual Moguls, 3. Moguls

### Weitere Erfolge
- 1 Podestplatz im Nor-Am Cup
- 2 Podestplätze im Europacup
- 1 kanadischer Meistertitel (Moguls 2015)